# Rail Simulator
Rail Simulator es un simulador ferroviario para PC desarrollado en Reino Unido por Kuju Entertainment, compañía que ha desarrollado también el juego Microsoft Train Simulator de Microsoft, y publicado por EA Games. Fue lanzado el 12 de octubre de 2007. Su sucesor es RailWorks.

## Características
Ofrece alto detalle gráfico, avanzados físicos que proporcionan mucho realismo a la hora de conducir los trenes, cabinas virtuales totalmente en 3D con instrumentos y palancas funcionales, etc.
Hay 3 niveles de realismo ya sean para maquinistas novatos, intermedios o expertos. Dependiendo de la elección, se activarán nuevas funciones como la posibilidad de bajar o subir el pantógrafo, usar frenos distintos, etc.
Hay 3 compañías de ferrocarriles que son:
- Deutsche Bahn, First Great Western y British Railways.

### Rutas
- De Oxford a Paddington.
- De Bath Green Park a Templecombe.
- De Newcastle a York.
- De Hagen a Siegen.[2]

Cada ruta ofrece distintos modelos de trenes, cada uno con sus vagones (que se pueden desacoplar) ya sean de transporte de pasajeros o de mercancías.
Existen tres formas de jugar en cada ruta:
-Escenario: (misiones) escoger un escenario para cumplir los objetivos de la misión (cada ruta tiene diferentes misiones).
-Modo libre: explorar la ruta sin necesidad de cumplir ningún objetivo, sin límite de tiempo y pudiendo ir a cualquier parte. Se eliminan trenes controlados por la IA, y como extra el jugador puede manejar otro tren haciendo clic sobre el mismo.
-Nueva ruta: ofrece la posibilidad de crear rutas nuevas, añadiendo cualquier tipo de objeto y modificando el terreno mediante un editor integrado de fácil uso.

### Trenes
- LMS Black Five
- S&DJR 7F 2-8-0
- British Rail Class 43 (HST) / InterCity 125
- British Rail Class 47
- British Rail Class 55
- British Rail Class 166
- DBAG Class 101
- DBAG Class 294

Hasta ahora se han desarrollado muchas expansiones para el simulador, como trenes y rutas.